# Mojca Ramšak
Mojca Ramšak, slovenska etnologinja in filozofinja, * 1969, Maribor.

## Življenje in delo[1]
Leta 1993 je diplomirala na Filozofski fakulteti v Ljubljani iz etnologije in filozofije. Leta 1997 je iz etnologije magistrirala leta 1997, leta 2000 pa tudi doktorirala.
Leta 2002 je bila izvoljena v naziv docentke za antropologijo vsakdanjega življenja, od leta 2004 znanstvena sodelavka, od leta 2009 izredna profesorica za antropologijo.
Med leti 1994 in 1998 je bila odgovorna urednica Glasnika Slovenskega etnološkega društva in Knjižnice Glasnika Slovenskega etnološkega društva; sourednica dvojezične knjižne zbirke Na poti v Vas/Unterwegs ins Dorf (1993, 1994), sourednica mednarodne trojezične revije Studi Slavi (Pisa, Celovec, 1997), sourednica mednarodne etnološke poletne šole MESS, Mediterranean Ethnological Summer School, (1994–1995), sourednica revije Emzin (2009), od leta 2003–2009 je bila v uredniškem odboru revije Etnolog, od 2008 v uredniškem odboru International Review of Qualitative Research. V tujini objavlja pri založbah Greenwood Press, Lit Verlag, Cambridge Scholars, Sage, Qualia idr.
Med leti 2001 in 2004 je bila nosilka raziskovalnega projekta Slovenski etnološki leksikon, ki je bil objavljen leta 2004 in ponatisnjen leta 2011.

### Pedagoško delo
Od leta 1993 do 2000 je predavala na Oddelku za etnologijo in kulturno antropologijo Filozofske fakultete, od 2000 do 2010 pa na ISH, Fakulteti za podiplomski humanistični študij v Ljubljani, kjer je bila od leta 2006 do 2012 koordinatorka za podiplomski študijski program Antropologija vsakdanjega življenja.
Raziskuje na področju etnologije, kulturne/socialne antropologije in folkloristike. Sodeluje na mednarodnih in domačih konferencah. Strokovno se je izpopolnjevala na Dunaju (1995), v Lodžu na Poljskem (1995), v Londonu (1998) in Salzburgu (2009). V Lodžu (1995), Zagrebu (1996), Celovcu (1998), v St. Peterburgu (2000), Salzburgu (2009) in Bratislavi (2011) je predavala etnološko metodologijo in izbrane etnološke ter antropološke teme podiplomskim študentkam in študentom.
Je članica Slovenskega etnološkega društva, Slovenskega etnološkega in antropološkega Združenja Kula, American Folklore Society, Société Internationale d'Ethnologie et de Folklore, European Association of Social Anthropology in International Association of Qualitative Inquiry.
Od 2007 je predsednica Komisije za etnološko etiko pri Slovenskem etnološkem društvu; recenzentka za antropologijo, etnologijo, kulturologijo in za interdisciplinarna področja pri Javni agenciji za raziskovalno dejavnost Republike Slovenije in pri Ministrstvu za visoko šolstvo, znanost in tehnologijo; bila je presojevalka mednarodnih raziskovalnih projektov, od 2011 presojevalka slovenskih in mednarodnih študijskih programov pri Nacionalni agenciji Republike Slovenije za kakovost v visokem šolstvu. Bila je članica Sveta Centra za dopisno izobraževanje CDI Univerzum v Ljubljani in 2011–2013 članica Novinarskega častnega razsodišča. Od 2015 pri Evropski komisiji presoja znanstvene projekte s področja etike.